# Rodez Aveyron Football 2022-2023 (femminile)
Questa voce raccoglie le informazioni riguardanti la squadra femminile del Rodez Aveyron Football nelle competizioni ufficiali della stagione 2022-2023.

## Divise e sponsor
La grafica delle divise casalinghe ripropone i colori sociali del club, il rosso e il giallo. Il main sponsor era Maxoutil.com, azienda specializzata nel e-commerce di utensili, lo sponsor tecnico, fornitore delle tenute da gioco, Adidas.
| Casa | Trasferta | Terza divisa |

## Organigramma societario
Area tecnica
- Allenatore: Mathieu Rufié
- Vice allenatore:
- Preparatore dei portieri:
- Preparatore atletico:
- Medico sociale:
- Fisioterapista:

## Rosa
Rosa, ruoli e numeri di maglia come da sito ufficiale e footofeminin.fr aggiornata al febbraio 2023.
| N. |                    | Ruolo | Calciatrice           |
| -- | ------------------ | ----- | --------------------- |
| 1  | Francia (bandiera) | P     | Laurie Libourel       |
| 4  | Francia (bandiera) | D     | Éloise Sévenne        |
| 6  | Francia (bandiera) | A     | Yrma Mze Issa         |
| 7  | Francia (bandiera) | A     | Zoé Stiévenart        |
| 8  | Canada (bandiera)  | A     | Alexandria Lamontagne |
| 9  | Francia (bandiera) | A     | Inés Barrier          |
| 10 | Francia (bandiera) | C     | Laurie Cance          |
| 11 | Canada (bandiera)  | D     | Amandine Pierre-Louis |
| 12 | Francia (bandiera) | A     | Mylaine Tarrieu       |
| 13 | Francia (bandiera) | D     | Maud Antoine          |
| 14 | Francia (bandiera) | D     | Fiona Bogi            |

| N. |                    | Ruolo | Calciatrice          |
| -- | ------------------ | ----- | -------------------- |
| 15 | Francia (bandiera) | A     | Oceane Saunier       |
| 18 | Canada (bandiera)  | C     | Yasmine Hall         |
| 20 | Francia (bandiera) | D     | Laure Sureau         |
| 21 | Francia (bandiera) | D     | Clémentine Canon     |
| 22 | Algeria (bandiera) | D     | Sofia Guellati       |
| 23 | Francia (bandiera) | D     | Chloé Bornes         |
| 24 | Francia (bandiera) | C     | Solène Barbance      |
| 26 | Francia (bandiera) | C     | Solène Champagnac    |
| 30 | Francia (bandiera) | A     | Marie-Morgane Sieber |
| 34 | Francia (bandiera) | C     | Flavie Grocq         |
| 6  | Turchia (bandiera) | C     | Selen Altunkulak     |

## Calciomercato

### Sessione estiva
| Acquisti | Acquisti              | Acquisti      | Acquisti   |
| R.       | Nome                  | da            | Modalità   |
| -------- | --------------------- | ------------- | ---------- |
| D        | Maud Antoine          | Saint-Étienne | definitivo |
| D        | Chloé Bornes          | Saint-Étienne | definitivo |
| C        | Solène Barbance       | Digione       | definitivo |
| A        | Inés Barrier          | Digione       | definitivo |
| A        | Amandine Pierre-Louis | Aalborg       | definitivo |
| A        | Mylaine Tarrieu       | Digione       | definitivo |

| Cessioni | Cessioni | Cessioni | Cessioni |
| R.       | Nome     | a        | Modalità |
| -------- | -------- | -------- | -------- |
|          |          |          |          |

### Sessione invernale
| Acquisti | Acquisti      | Acquisti            | Acquisti   |
| R.       | Nome          | da                  | Modalità   |
| -------- | ------------- | ------------------- | ---------- |
| A        | Yrma Mze Issa | Olympique Marsiglia | definitivo |

| Cessioni | Cessioni         | Cessioni | Cessioni   |
| R.       | Nome             | a        | Modalità   |
| -------- | ---------------- | -------- | ---------- |
| A        | Selen Altunkulak | Tolosa   | definitivo |

## Risultati

### Division 1

#### Girone di andata
| Arbitro: | Efe |

|                        |           |  |
| Matéo 28’ Bourdieu 72’ | Marcatori |  |

| Arbitro: | Collin |

|  |           |                                           |
|  | Marcatori | 19’, 90+2’ Geyoro 50’ Karchaoui 58’ Diani |

| Arbitro: | Benmahammed |

|                            |           |  |
| Collin-Rougier 7’ Roux 38’ | Marcatori |  |

| Arbitro: | Beyer |

|                            |           |  |
| Cascarino 5’ Le Sommer 32’ | Marcatori |  |

| Arbitro: | Efe |

|                     |           |             |
| Lamontagne 11’, 66’ | Marcatori | 16’ Kouassi |

| Arbitro: | Gerbel |

|                |           |                |
| Rueda 13’, 61’ | Marcatori | 86’ Lamontagne |

| Arbitro: | Vanderstichel |

|             |           |              |
| Tarrieu 88’ | Marcatori | 67’ Borgella |

| Montpellier 19 novembre 2022, ore 14:30 CET 8ª giornata | Stade Reims | 0 – 0 referto | Rodez | Stadio Bernard Gasset n°7 - Terrain Mama Ouattara (138 spett.)\| Arbitro: \| Beyer \| |
| Arbitro:                                                | Beyer       |               |       |                                                                                       |

| Arbitro: | Benmahammed |

|                         |           |                     |
| Robert 6’ Boureille 17’ | Marcatori | 75’ (rig.) Guellati |

| Arbitro: | Collin |

|                                   |           |                   |
| Thibaud 21’ Garbino 26’ Gomes 59’ | Marcatori | 75’ (aut.) Lardez |

| Arbitro: | Gerbel |

|             |           |                      |
| Antoine 54’ | Marcatori | 8’ Cambot 23’ Traoré |

#### Girone di ritorno
| Arbitro: | Gonçalves |

|                  |           |  |
| Diani 43’ (rig.) | Marcatori |  |

| Arbitro: | Rochebilière |

|                |           |  |
| Stiévenart 60’ | Marcatori |  |

| Arbitro: | Daupeux |

|  |           |                                                                    |
|  | Marcatori | 21’ Cascarino 40’ (rig.) Renard 43’, 45’ Marozsán 58’ (rig.) Majri |

| Arbitro: | Collin |

|                                                     |           |  |
| Kouassi 7’, 51’ Kamczyk 25’, 43’ Le Garrec 68’, 77’ | Marcatori |  |

| Arbitro: | Efe |

|              |           |                         |
| Barbance 62’ | Marcatori | 23’ Demeyere 84’ Araújo |

| Arbitro: | Benmahammed |

|                 |           |                                 |
| Roth 13’ (rig.) | Marcatori | 51’ Lamontagne 59’ Pierre-Louis |

| Arbitro: | Rochebilière |

|                |           |                     |
| Lamontagne 19’ | Marcatori | 10’ Louis 75’ Bussy |

| Arbitro: | Benmahammed |

|                                 |           |                                                   |
| Sévenne 59’ (rig.) Mze Issa 69’ | Marcatori | 49’ Bilbault 65’ (aut.) Pierre-Louis 90+2’ Robert |

| Arbitro: | Gonçalves |

|             |           |             |
| Saunier 54’ | Marcatori | 47’ Fishley |

| Arbitro: | Benmahammed |

|                                       |           |             |
| Sévenne 17’ (aut.) Lahmari 77’ (rig.) | Marcatori | 27’ Saunier |

| Arbitro: | Beyer |

|  |           |                                      |
|  | Marcatori | 35’ Matéo 53’ Bourdieu 71’, 76’ Sarr |

### Coppa di Francia
| Arbitro: | Daupeux |

|  |           |                                                                               |
|  | Marcatori | 4’, 80’ Cayman 8’ Marozsán 38’ Malard 49’ Renard 54’, 86’ Le Sommer 85’ Becho |

## Statistiche

### Statistiche di squadra
| Competizione     | Punti | In casa | In casa | In casa | In casa | In casa | In casa | In trasferta | In trasferta | In trasferta | In trasferta | In trasferta | In trasferta | Totale | Totale | Totale | Totale | Totale | Totale | DR  |
| Competizione     | Punti | G       | V       | N       | P       | Gf      | Gs      | G            | V            | N            | P            | Gf           | Gs           | G      | V      | N      | P      | Gf     | Gs     | DR  |
| ---------------- | ----- | ------- | ------- | ------- | ------- | ------- | ------- | ------------ | ------------ | ------------ | ------------ | ------------ | ------------ | ------ | ------ | ------ | ------ | ------ | ------ | --- |
| Division 1       | 12    | 11      | 2       | 2       | 7       | 10      | 25      | 11           | 1            | 1            | 9            | 6            | 23           | 22     | 3      | 3      | 16     | 16     | 48     | -32 |
| Coppa di Francia | -     | 1       | 0       | 0       | 1       | 0       | 8       | -            | -            | -            | -            | -            | -            | 1      | 0      | 0      | 1      | 0      | 8      | -8  |
| Totale           | -     | 12      | 2       | 2       | 8       | 10      | 33      | 11           | 1            | 1            | 9            | 6            | 23           | 23     | 3      | 3      | 17     | 16     | 56     | -40 |

### Andamento in campionato
| Giornata  | 1 | 2  | 3  | 4  | 5  | 6  | 7  | 8  | 9  | 10 | 11 | 12 | 13 | 14 | 15 | 16 | 17 | 18 | 19 | 20 | 21 | 22 |
| --------- | - | -- | -- | -- | -- | -- | -- | -- | -- | -- | -- | -- | -- | -- | -- | -- | -- | -- | -- | -- | -- | -- |
| Luogo     | T | C  | T  | T  | C  | T  | C  | T  | T  | T  | C  | T  | C  | C  | T  | C  | T  | C  | C  | C  | T  | C  |
| Risultato | P | P  | P  | P  | V  | P  | N  | N  | P  | P  | P  | P  | V  | P  | P  | P  | V  | P  | P  | N  | P  | P  |
| Posizione | 8 | 12 | 12 | 12 | 11 | 11 | 11 | 11 | 11 | 11 | 12 | 12 | 11 | 11 | 11 | 11 | 11 | 11 | 11 | 10 | 10 | 11 |

Legenda:

Luogo: C = Casa; T = Trasferta. Risultato: V = Vittoria; N = Pareggio; P = Sconfitta.

### Statistiche delle giocatrici
| Giocatore       | Division 1 | Division 1 | Division 1  | Division 1 | Coppa di Francia | Coppa di Francia | Coppa di Francia | Coppa di Francia | Totale   | Totale | Totale      | Totale     |
| Giocatore       | Presenze   | Reti       | Ammonizioni | Espulsioni | Presenze         | Reti             | Ammonizioni      | Espulsioni       | Presenze | Reti   | Ammonizioni | Espulsioni |
| --------------- | ---------- | ---------- | ----------- | ---------- | ---------------- | ---------------- | ---------------- | ---------------- | -------- | ------ | ----------- | ---------- |
| S. Altunkulak   | 6          | 0          | 1           | 0          | -                | -                | -                | -                | 6        | 0      | 1           | 0          |
| M. Antoine      | 8          | 1          | 0           | 0          | 1                | 0                | 0                | 0                | 9        | 1      | 0           | 0          |
| S. Barbance     | 22         | 1          | 1           | 0          | 1                | 0                | 0                | 0                | 23       | 1      | 1           | 0          |
| I. Barrier      | 14         | 0          | 0           | 0          | 1                | 0                | 0                | 0                | 15       | 0      | 0           | 0          |
| F. Bogi         | 15         | 0          | 3           | 0          | -                | -                | -                | -                | 15       | 0      | 3           | 0          |
| C. Bornes       | 20         | 0          | 2           | 0          | 1                | 0                | 0                | 0                | 21       | 0      | 2           | 0          |
| M. Bousquet     | 7          | 0          | 1           | 0          | 1                | 0                | 0                | 0                | 8        | 0      | 1           | 0          |
| L. Cance        | 21         | 0          | 4           | 0          | 1                | 0                | 0                | 0                | 22       | 0      | 4           | 0          |
| C. Canon        | 20         | 0          | 1           | 0          | -                | -                | -                | -                | 20       | 0      | 1           | 0          |
| S. Champagnac   | 22         | 0          | 4           | 0          | 1                | 0                | 0                | 0                | 23       | 0      | 4           | 0          |
| F. Grocq        | 1          | 0          | 0           | 0          | -                | -                | -                | -                | 1        | 0      | 0           | 0          |
| S. Guellati     | 22         | 1          | 3           | 0          | 1                | 0                | 0                | 0                | 23       | 1      | 3           | 0          |
| Y. Hall         | 19         | 0          | 3           | 0          | 1                | 0                | 0                | 0                | 20       | 0      | 3           | 0          |
| A. Lamontagne   | 19         | 5          | 3           | 0          | 1                | 0                | 0                | 0                | 20       | 5      | 3           | 0          |
| L. Libourel     | 0          | 0          | 0           | 0          | 1                | -8               | 0                | 0                | 1        | -8     | 0           | 0          |
| L. Martin       | -          | -          | -           | -          | -                | -                | -                | -                | -        | -      | -           | -          |
| Y. Mze Issa     | 7          | 1          | 0           | 0          | -                | -                | -                | -                | 7        | 1      | 0           | 0          |
| A. Pierre-Louis | 15         | 1          | 3           | 0          | 1                | 0                | 0                | 0                | 16       | 1      | 3           | 0          |
| O. Saunier      | 20         | 2          | 6           | 0          | 1                | 0                | 0                | 0                | 21       | 2      | 6           | 0          |
| É. Sévenne      | 22         | 1          | 1           | 0          | 1                | 0                | 0                | 0                | 23       | 1      | 1           | 0          |
| M-M. Sieber     | 22         | -48        | 0           | 0          | 0                | 0                | 0                | 0                | 22       | -48    | 0           | 0          |
| Z. Stievenart   | 22         | 1          | 1           | 0          | -                | -                | -                | -                | 22       | 1      | 1           | 0          |
| L. Sureau       | 6          | 0          | 0           | 0          | -                | -                | -                | -                | 6        | 0      | 0           | 0          |
| M. Tarrieu      | 15         | 1          | 1           | 0          | 1                | 0                | 0                | 0                | 16       | 1      | 1           | 0          |